# Nagamangala
Nagamangala è una suddivisione dell'India, classificata come town panchayat, di 16.050 abitanti, situata nel distretto di Mandya, nello stato federato del Karnataka. In base al numero di abitanti la città rientra nella classe IV (da 10.000 a 19.999 persone).

## Geografia fisica
La città è situata a 12° 48' 56 N e 76° 45' 27 E e ha un'altitudine di 771 m s.l.m..

## Società

### Evoluzione demografica
Al censimento del 2001 la popolazione di Nagamangala assommava a 16.050 persone, delle quali 8.206 maschi e 7.844 femmine. I bambini di età inferiore o uguale ai sei anni assommavano a 1.866, dei quali 973 maschi e 893 femmine. Infine, coloro che erano in grado di saper almeno leggere e scrivere erano 11.355, dei quali 6.105 maschi e 5.250 femmine.